# ZURUMUKE
『ZURUMUKE』（ズルムケ）は、2021年6月16日に発売された日本のジャンルレスユニット、変態紳士クラブの1枚目のオリジナルアルバムである。CD発売の2021年5月14日に先行配信した。

## 内容
2枚目のミニ・アルバム『HERO』(2020年発売）に収録され、ヒット曲となった「YOKAZE」や、配信シングル「Sorry」などを収録した変態紳士クラブ初のオリジナル・アルバムである。
収録曲の「Eureka（feat. kojikoji）」が、映画『EUREKA／交響詩篇エウレカセブン ハイエボリューション』の主題歌に起用された他、「P-BOYZ」の替え歌バージョン「P-BOYZ（Fortnite Remix "V-BOYZ"）」を小籔千豊のゲーム実況YouTubeチャンネル「フォートナイト下手くそおじさん」にて生配信された「GALLERIAプレゼンツ 第一回親子大会 featuring フォートナイト」の為に提供している。

## 楽曲総選挙
動画共有サイトYouTubeの自身のチャンネルに「Visualizer / リリックビデオ」を公開し、「1st Album『ZURUMUKE』楽曲総選挙」を開催した。この企画は2021年5月23日までの間に再生回数が1番多い作品のミュージックビデオを制作するというもの。

## 記録
先行配信された『ZURUMUKE』のデジタル・アルバムは、Apple Music、iTunes、LINE MUSICなどの総合アルバムランキングで1位を獲得した。2021年5月24日付のオリコン週間デジタルアルバムランキングでは651DLで5位を記録した。Billboard JAPANで2021年5月19日に公開されたBillboard JAPANダウンロード・アルバム・チャート“Download Albums”では648DLで初登場4位を記録した。

## 収録曲
| #   | タイトル                      | 作詞 | 作曲 | 編曲 | 時間 |
| --- | ----------------------------- | ---- | ---- | ---- | ---- |
| 1.  | 「On My Way」                 |      |      |      | 3:41 |
| 2.  | 「GOOD and BAD」              |      |      |      | 2:55 |
| 3.  | 「Eureka （feat. kojikoji）」 |      |      |      | 5:16 |
| 4.  | 「Hey Daisy」                 |      |      |      | 3:58 |
| 5.  | 「Get Back」                  |      |      |      | 2:14 |
| 6.  | 「P-BOYZ」                    |      |      |      | 3:09 |
| 7.  | 「ボロボロ」                  |      |      |      | 2:50 |
| 8.  | 「Romantic Blue」             |      |      |      | 3:26 |
| 9.  | 「Sorry」                     |      |      |      | 3:40 |
| 10. | 「Good Memories」             |      |      |      | 3:48 |
| 11. | 「5 O’clock」                 |      |      |      | 3:53 |
| 12. | 「YOKAZE」                    |      |      |      | 4:29 |

## チャート
| チャート                                | 最高順位 | 出典   |
| --------------------------------------- | -------- | ------ |
| オリコン 週間アルバムランキング         | 25       | [ 11 ] |
| オリコン 週間デジタルアルバムランキング | 5        | [ 9 ]  |
| Billboard Japan Download Albums         | 4        | [ 10 ] |